# Toni Faltermaier
Toni Faltermaier (* 1952) ist ein deutscher Entwicklungs- und Gesundheitspsychologe. Er war Leiter der Abteilung „Gesundheitspsychologie und -bildung“ und Sprecher des Instituts für Gesundheits-, Ernährungs- und Sportwissenschaften an der Europa-Universität Flensburg.

## Leben
Toni Faltermaier studierte von 1973 bis 1979 Psychologie an der Ludwig-Maximilians-Universität in München. 1987 promovierte er mit dem Thema „Lebensereignisse und Alltag. Konzeption einer lebensweltlichen Forschungsperspektive und eine qualitative Studie über Belastungen und Bewältigungsstile von jungen Krankenschwestern“ im Fach Psychologie an der Fakultät für Psychologie und Pädagogik der Ludwig-Maximilians-Universität München. 1992 habilitierte er sich an der Universität Augsburg im Fachgebiet Psychologie.
Von 1980 bis 1982 arbeitete Faltermaier als wissenschaftlicher Mitarbeiter am Max-Planck-Institut für Psychiatrie in München. Er war weitere Jahre als wissenschaftlicher Mitarbeiter am Lehrstuhl für Psychologie der Universität Augsburg und Universität Flensburg tätig.
Er beschäftigt sich vor allem mit den subjektiven Gesundheitsvorstellungen von Laien und greift dahingehend auf Erklärungsansätze für psychosoziale Problemlagen zurück. Weiterhin ist Salutogenese ein Themenschwerpunkt seiner Forschungen.
Im März 2018 trat er in den beruflichen Ruhestand ein.

## Publikationen
Seit den frühen 1990er Jahren publizierte Faltermaier Artikel, wissenschaftliche Arbeiten und Fachbücher zum Themenbereich Gesundheitspsychologie. Sein Themenspektrum reicht dabei von der Geschlechtergesundheit bis hin zur Gesundheitsförderung, wo er sich auf das Gesundheitshandeln im Alltag bezieht. Bekannt ist er vor allem durch seine Arbeit zur subjektiven Gesundheit, in der er auf das Laiensystem eingeht.
- Faltermaier, T. (2023). Gesundheitspsychologie (3., aktualisierte Aufl.). Stuttgart: Kohlhammer.
- Faltermaier, T., Mayring, P., Saup, W., Strehmel, P. (2014). Entwicklungspsychologie des Erwachsenenalters (3., überarbeitete und erweiterte Aufl.). Stuttgart: Kohlhammer.
- Faltermaier, T., Kühnlein, I. & Burda-Viering, M. (1998). Gesundheit im Alltag. Laienkompetenz in Gesundheitshandeln und Gesundheitsförderung. Weinheim: Beltz.
- Faltermaier, T. (1994). Gesundheitsbewußtsein und Gesundheitshandeln: Über den Umgang mit Gesundheit im Alltag. Weinheim: Beltz.
- Hecht, H., Faltermaier, T. & Wittchen, H.-U. (1987). Social Interview Schedule. Halbstrukturiertes Interview zur Erfassung der aktuellen sozialpsychologischen Situation. Regensburg: Roderer.
- Faltermaier, T. (1987). Lebensereignisse und Alltag. Konzeption einer lebensweltlichen Forschungsperspektive und eine qualitative Studie über Belastungen und Bewältigungsstile von jungen Krankenschwestern. München: Profil.